# Freden i Aix-la-Chapelle (1748)
Freden i Aix-la-Chapelle, ibland också kallad freden i Aachen, skrevs under i Aachen i västra Tysk-romerska riket den 18 oktober 1748 mellan å ena sidan Frankrike och å andra sidan Storbritannien och Förenade Nederländerna, vilket avslutade det Österrikiska tronföljdskriget. Två tillägg till freden skrevs under i Nice den 4 december 1748 och den 21 januari 1749 av Habsburgska Österrike, Spanien, Sardinien, Hertigdömet Modena och Reggio och Genua.

## Fredsavtalet
Frankrike och Storbritannien dikterade villkoren i den föreslagna fredsförslaget, vilken tidigare hade accepterats vid Kongressen i Breda, och de andra nationerna accepterade dessa villkor.
1. Österrike erkände Fredrik II:s erövring av Schlesien och överförde en del av sina besittningar i nuvarande Italien till Spanien.
2. Frankrike drog sig ut ur Södra Nederländerna men återfick några av sina kolonier.[1] Frankrike återfick Kap Bretonön i Kanada, vilken hade förlorats under kriget, men återlämnade den erövrade indiska staden Madras till Storbritannien.
3. Maria Teresia av Österrike avträdde Hertigdömet Parma i nuvarande Italien till Filip av Bourbon.
4. Hertigdömet Modena och Reggio och Genua, vilka hade erövrats av Österrike, återställdes som fria stater.

## Efterspel
Till största delen innebar freden i Aix-la-Chapelle ett konstaterande av status quo ante bellum. Kampen mellan Frankrike och England om kommersiella intressen i Västindien, Afrika och Indien fick ingen lösning genom freden och således utgjorde freden i Aix-la-Chapelle inte grund för en bestående fred.
I Frankrike uppstod ett missnöje med vilka fredsvillkor Frankrike accepterade, då det ansågs att Frankrike kastade bort goda fördelar, och det kom att bli populärt att använda fraserna La guerre pour le roi de Prusse ("Kriget för den preussiska kungen") och Bête comme la paix ("dum som freden"). Även bland engelska kolonister i New England och köpmän i England uppstod en viss indignation över att Storbritannien återlämnat Louisbourg i Akadien till fransmännen. Baronen Thomas Macaulay uttryckte sig om freden med orden att den "i Europa varit knappt mer än ett vapenstillestånd, och inte ens det i andra delar av världen".